# El Mirador, San Jerónimo Coatlán
El Mirador är en ort i Mexiko.   Den ligger i kommunen San Jerónimo Coatlán och delstaten Oaxaca, i den sydöstra delen av landet, 400 km sydost om huvudstaden Mexico City. El Mirador ligger 1 258 meter över havet och antalet invånare är 200.
Terrängen runt El Mirador är kuperad åt sydväst, men åt nordost är den bergig. Terrängen runt El Mirador sluttar söderut. Runt El Mirador är det glesbefolkat, med 8 invånare per kvadratkilometer. Närmaste större samhälle är Santos Reyes Nopala, 15,2 km sydväst om El Mirador. I omgivningarna runt El Mirador växer i huvudsak städsegrön lövskog.